# Rhipidura euryura
Rhipidura euryura е вид птица от семейство Rhipiduridae.

## Разпространение
Видът е разпространен в Индонезия.